# Доня-Лапаштица (Медведжя)
Доня-Лапаштица (серб. Доња Лапаштица) — населённый пункт в общине Медведжя Ябланичского округа Республики Сербии.

## Население
Согласно переписи населения 2002 года, в селе проживало 53 человека (52 серба и 1 лицо неизвестной национальности).
| Численность населения | Численность населения | Численность населения | Численность населения | Численность населения | Численность населения | Численность населения | Численность населения |
| 1948                  | 1953                  | 1961                  | 1971                  | 1981                  | 1991                  | 2002                  | 2011                  |
| --------------------- | --------------------- | --------------------- | --------------------- | --------------------- | --------------------- | --------------------- | --------------------- |
| 272                   | 301                   | 288                   | 215                   | 152                   | 112                   | 53                    | 29                    |

## Религия
Согласно церковно-административному делению Сербской православной церкви, село относится к Медведжянскому приходу Ябланичского архиерейского наместничества Нишской епархии.